# Общий римский календарь 1954 года
Общий римский календарь 1954 года — календарь святых, в котором перечислены праздники в том виде, в каком они были на конец 1954 года. По сути, это тот же календарь, который установил Папа Пий X (1903—1914) после своих литургических реформ, но он также включает изменения, внесенные Папой Пием XI (1922—1939), такие как установление праздника Христа Царя (приуроченного к последнему воскресенью октября) и изменения, внесенные Папой Пием XII (1939–1958) до 1955 года, главными из которых являются: установление праздника Непорочного Сердца Марии для Вселенской Церкви (22 августа, в существующий октавный день Вознесения Девы Марии) в 1944 году, включение Пия X в Общий календарь (3 сентября) после его канонизации в 1954 году, и установление праздника Пресвятой Девы Марии Царицы Небесной (31 мая) в октябре 1954 года.
Изменения, которые последний Папа внёс в 1955 году, указаны в Общем римском календаре Папы Пия XII. Они включали: пересмотр традиционного церковного порядка богослужебных дней, установление праздника Святого Иосифа Труженика на 1 мая, как двойного I степени, требующего переноса праздника Святых Филиппа и Иакова на 11 мая, упразднения Торжества Святого Иосифа, которое на протяжении чуть более столетия отмечалось во вторую среду после октавы Пасхи. Всего пятнадцать октав — все, кроме Пасхи, Пятидесятницы и Рождества — также были отменены в ходе реформы 1955 года, как и большинство вигилий (в частности, вигилия всех апостолов, за исключением Святых Петра и Павла и вигилия Непорочного Зачатия Девы Марии, Богоявления и Всех Святых).
Пять лет спустя Папа Иоанн XXIII внёс новую редакцию с motu proprio Rubricarum instructum от 23 июля 1960 года. Эта редакция — Общий римский календарь 1960 года, была включена в Римский миссал 1962 года, который был издан как реализация этого motu proprio. Таким образом, календарь 1960 года является календарём, одобренным Папой Бенедиктом XVI в его документе Summorum Pontificum от 7 июля 2007 года для использования в качестве экстраординарной формы римского обряда.
Общий римский календарь вновь был пересмотрен в 1969 году, в связи с пересмотром Римского Миссала, и позднее. Чтобы узнать о его текущем состоянии, смотрите Общий римский календарь.
Для большинства перечисленных здесь торжеств Месса находится в Римском Миссале того времени в разделе, называемом «Раздел с молитвами святых, назначенными на какой-либо день», но для тех, которые происходят с 24 декабря по 13 января, она находится в «Разделе с молитвами, назначенными на какой-либо день времён года», так как эти дни не сдвигаются по временам церковного года. Службы этих праздников также организованы в Бревиарии.
Хотя Общий календарь 1954 года, как правило, не разрешён для литургического использования традиционалистскими группами, находящимися в общении со Святым Престолом, некоторые седевакантисты продолжают использовать его, а также старокатолики, поскольку их члены считают его последним календарём, не испорченным изменениями, начавшимися в 1955 году. Однако индульты были предоставлены некоторым общинам, находящимся в полном общении с Римом, например, некоторым апостолатам: Институту Христа Царя и Архиерея и Священническому братству Святого Петра.

## Порядок праздничных дней
Порядок праздничных дней, который вырос из первоначального разделения на двойные и простые и который ко времени появления Тридентского календаря включал полудвойные, а Папа Климент VIII добавил в 1604 году к различию между первым и вторым классом двойных новый ранг — великого двойного, существовавшего до 1955 года, когда Папа Пий XII отменил ранг полудвойного.
Порядок праздничных дней определяет, какая Месса читается, когда два праздничных дня приходится на один день, а также когда праздничный день приходится на воскресенье или некоторые другие привилегированные дни. Праздничные дни делились на простые, полудвойные или двойные, а праздники Двойного обряда далее делились на двойные I степени, двойные II степени, великие двойные или большие двойные и двойные в порядке убывания ранга. В фериях и во многие праздничные дни простого ранга целебранту разрешалось заменить мессу по своему выбору, например, вотивную мессу или заупокойную мессу.
Каково могло быть первоначальное значение термина «двойной», не совсем ясно. Некоторые думают, что большие праздники были названы таким образом потому, что антифоны до и после псалмов были «удвоены», то есть дважды повторялись целиком в эти дни. Другие, с большей вероятностью, указывают на тот факт, что до IX века в некоторых местах, например в Риме, было принято в большие праздники читать два набора утрени: один из ферий или будничных дней, другой — праздничный. Поэтому такие дни были известны как «двойные».
Catholic Encyclopedia первых лет XX века показывает постепенное переполнение календаря (которое еще больше увеличилось к 1954 году) в следующей таблице, основанной на официальных редакциях Римского Бревиария в 1568 году, 1602, 1631, 1882 годах и о положении в 1907 году.
| Папа римский | Дата | Двойные, I класс | Двойные, II класс | Великие двойные | Двойные | Полудвойные | Всего |
| ------------ | ---- | ---------------- | ----------------- | --------------- | ------- | ----------- | ----- |
| Пий V        | 1568 | 19               | 17                | 0               | 53      | 60          | 149   |
| Климент VIII | 1602 | 19               | 18                | 16              | 43      | 68          | 164   |
| Урбан VIII   | 1631 | 19               | 18                | 16              | 45      | 78          | 176   |
| Лев XIII     | 1882 | 21               | 18                | 24              | 128     | 74          | 265   |
| Пий X        | 1907 | 23               | 27                | 25              | 133     | 72          | 280   |

В 1907 году, когда в соответствии с правилами, действовавшими со времён Папы Пия V, праздничные дни любой формы двойных, если им мешало совпадение с праздником более высокого класса, были перенесены на другой день, эта классификация праздников имела большое практическое значение для принятия решения о том, какой праздник отмечать в тот или иной день. Папа Пий X значительно упростил ситуацию в своей реформе Римского Бревиария в 1911 году. В случае наступления праздник низшего ранга мог стать поминовением в рамках празднования вышестоящего праздничного дня. Дальнейшие поправки были сделаны Папой Пием XII в 1955 году, Папой Иоанном XXIII в 1960 году и Папой Павлом VI в 1969 году.

### Воскресенья
Воскресенья были разделены на великие и малые воскресенья, причем великие воскресенья были разделены на два класса. Великими воскресеньями I класса были I воскресенье Адвента, четыре воскресенья Великого поста, Страстное воскресенье, Вербное воскресенье, Пасхальное воскресенье, Малое воскресенье и Пятидесятница. В эти дни нельзя было отмечать никаких праздников, хотя поминовения допускались, за исключением Пасхи и Пятидесятницы. Великие воскресенья II класса  допускали празднование только Двойных праздников I класса и состояли из трёх других воскресений Адвента и трёх предпостных воскресений. Все остальные воскресенья (со II по V после Пасхи и воскресенья после Крещения и Пятидесятницы, за исключением тех, которые могли приходиться на октаву и соответствовали правилам октавы), были малыми воскресеньями или воскресеньями в обычное время (лат. per annum) («в период года») и первенство над ними имело только празднование Двойных праздников I или II класса, или праздник Господень. Воскресенье в октаве Рождества представляло собой особый случай из-за фиксированной даты Рождества и высокого ранга следующих за ним праздничных дней. Если 29, 30 или 31 декабря было воскресеньем, назначенная на него месса совершалась в этот день, в противном случае её отмечали 30 декабря.
До реформы Папы Пия X в 1911 году обычные двойные воскресенья имели приоритет над большинством полудвойных воскресений, в результате чего многие воскресные мессы проводились редко. Сохранив полудвойной чин для воскресенья, реформа разрешила отмечать в воскресенье только самые важные праздники — Двойные праздники I или II класса. Если Двойной праздник I или II класса приходился на воскресенье, то месса была праздником с поминовением наступившего воскресенья, Евангелие пропущенной воскресной мессы будет читаться в конце мессы вместо обычного Евангелия «In principio Erat Verbum» Святого Иоанна. Когда праздник более низкого ранга происходил в воскресенье, этот праздник отмечался в воскресной мессе, включая поминовение праздника, а Евангелие от него читалось в конце мессы, при условии, что это было «надлежащее» Евангелие, т. е. не взятое из богослужения каждого дня.
После реформы Папы Пия X за воскресеньем было закреплено только три праздника: праздники Святейшего Имени, Святого Семейства и Пресвятой Троицы. Четвёртый, Христа Царя, был добавлен в 1925 году.

### Ферии
Ферии также были разделены на три категории:
- Великие привилегированные праздники: Пепельная среда и понедельник, вторник и среда Страстной недели. В эти дни нельзя было отмечать ни один праздник.
- Великие непривилегированные праздники: праздники Адвента, Великого поста и Страстной недели, Молебственный понедельник и Постные дни. В эти дни мог отмечаться любой праздник, кроме простого, с празднованием ферии.
- На всех других фериях любой праздник любого ранга мог отмечаться без какого-либо празднования ферии.

Постные дни — это четыре отдельных последовательности по три дня в пределах одной недели, а именно среда, пятница и суббота, примерно равноудаленные в течение года, которые раньше были отведены для поста и молитвы. Эти дни, отведенные для особой молитвы и поста, считались особенно подходящими для рукоположения священнослужителей. Постные дни известны на латыни как quatuor tempora («времена года») или jejunia quatuor temporum («посты времён года»). Они происходят в недели между третьим и четвёртым воскресеньями Адвента, между первым и вторым воскресеньями Великого поста, между Пятидесятницей и Троицким воскресеньем и начинаются в первую среду после Воздвижения Креста Господня (14 сентября), то есть между литургическим третьим и четвёртым воскресеньями сентября.
Молебственные дни в календаре Западной Церкви — это четыре дня, традиционно отведенные для торжественных процессий с призывом к милосердию Божьему. Это 25 апреля, Великое Молебствование (или Великие Литании), совпадающая со Днём Святого Марка (но перенесенное на следующий вторник, если они приходятся на Пасху); и три дня, предшествующие Четвергу Вознесения, Малые Молебствования (или Малые Литании). Они указаны ниже в основной части календаря и в разделе «Передвижные праздники».

### Вигилии
В Тридентском календаре вигилии Рождества, Богоявления и Пятидесятницы назывались «великими вигилиями», остальные были «малыми» или «общими» бдениями. В ранние времена на каждый праздник была вигилия, но увеличение числа праздников и нарушений, связанные с вечерним и всенощным богослужением, из которого первоначально состояли вигилии, привели к их уменьшению. Тем не менее, в Римском обряде совершалось гораздо больше вигилий, чем в других латинских литургических обрядах, таких как Амвросианский обряд и Мосарабский обряд. Если вигилия приходилось на воскресенье, она переносилось на предыдущую субботу, хотя Рождественская вигилия имела приоритет над IV воскресеньем Адвента.
До упразднения некоторых вигилий Папой Пием XII в 1955 году существовало три класса вигилий. Вигилии Рождества и Пятидесятницы относились к I классу и имели приоритет над любыми праздниками. Вигилия Богоявления была II класса и допускались только Двойные праздники I или II класса или любой праздник Господень. Все остальные вигилии были «общими» и имели приоритет только над фериями и простыми праздниками, но ожидались в субботу, если они выпадали на воскресенье. На большинстве Апостольских праздников были вигилия, исключением являлись те, которые приходились на Пасху, когда вигилии не разрешались. Вигилия Святого Матфея была уникальным, поскольку обычно её отмечали 23 февраля, в день памяти Святого Петра Дамиана, но в високосный год её отмечали 24 февраля, традиционного високосного дня юлианского календаря.

### Октавы
В Тридентском календаре было много октав, без каких-либо указаний в самом календаре на различие рангов между ними, за исключением того факта, что день октавы (последний день октавы) имел более высокий ранг, чем дни внутри октавы. Несколько октав перекрывались, так что, например, 29 декабря за молитвой святого дня — святого Фомы Бекета, последовали молитвы Рождества, Святого Стефана, Святого Иоанна Богослова и Святых Невинных. Ситуация оставалась такой до реформы Папы Пия X.
Чтобы сократить монотонность повторения одних и тех же молитв во время Мессы и Службы каждого дня в течение восьми дней, Папа Пий X классифицировал октавы как «привилегированные», «общие» или «простые».
Привилегированные октавы имели три «чина». Первый чин принадлежал октавам Пасхи и Пятидесятницы (в этих октавах нельзя было отмечать ни один праздник или даже, до вечерни во вторник, праздновать), второй — Крещению и Телу Христову (День Октавы причислялся к Великому Двойному празднику, дни внутри октавы к Полудвойным праздникам, уступая место только Двойным праздникам I класса, а в сам день Октавы только Двойному празднику I класса, который отмечался во всей Церкви), третий чин — Рождества, Вознесения и Святейшего Сердца (они уступали место любому празднику выше уровня «простого»).
Обычными октавами были октавы Непорочного Зачатия, Вознесения Девы Марии, Рождества Святого Иоанна Крестителя, Торжества Святого Иосифа, Святых Петра и Павла и Всех Святых, а также, на местном уровне, главного покровителя церкви, собора, ордена, города, епархии, провинции или нации. Они также уступали место любому празднику выше уровня Простого праздника; разница между ними и третьим привилегированным чином заключалась в том, что праздничные псалмы произносились во время общих октав, а псалмы праздничного дня во время привилегированных октав.
Простыми октавами были октавы Святого Стефана, Святого Иоанна Богослова, Святых Невинных, Святого Лаврентия, Рождества Богородицы и, на местном уровне, второстепенных покровителей. Все это были Двойные праздники II класса, их октавный день был простым, и, в отличие от ситуации до Папы Пия X, их месса не повторялась и не совершалось поминовение, за исключением дня октавы, поскольку простые октавы не имели дней в пределах Октава.
В реформе Папы Пия XII были сохранены только октавы Рождества, Пасхи и Пятидесятницы. Дни в октавах Пасхи и Пятидесятницы были возведены в двойной обряд, имели приоритет над всеми праздниками и не допускали поминовений.

## Литургический календарь

### Январь
- 1 января: Обрезание Господне и октава Рождества, Двойной II класса.
- 2 января: Октава Святого Первомученика Стефана, Простой.
- 3 января: Октава апостола и евангелиста Иоанна, Простой.
- 4 января: Октава Святых невинных мучеников, Простой.
- 5 января: Вигилия Богоявления, Полудвойной, с воспоминанием Святого Телесфора, папы римского и мученика.
- 6 января: Богоявление Господне, Двойной I класса, с привилегированной октавой II класса.
- 7 января: II день октавы Богоявления, Полудвойной.
- 8 января: III день октавы Богоявления, Полудвойной.
- 9 января: IV день октавы  Богоявления, Полудвойной.
- 10 января: V день октавы Богоявления, Полудвойной.
- 11 января: VI день октавы Богоявления, Полудвойной, с воспоминанием Святого Гигина, папы римского и мученика.
- 12 января: VII день октавы Богоявления, Полудвойной.
- 13 января: Октава Богоявления, Великий Двойной.
- 14 января: Святой Иларий епископ, исповедник и учитель Церкви, Двойной, с воспоминанием Святого Феликса, священника и мученика.
- 15 января: Святой Павел Первый пустынник, исповедник, Двойной, с воспоминанием Святого Мавра.
- 16 января: Святой Марцелл I, папа римский и мученик, Полудвойной.
- 17 января: Святой Антоний, аббат, Двойной.
- 18 января: Кафедра Святого Петра в Риме, Великий Двойной, с воспоминаниями Святого апостола Павла и Святой Приски, девы и мученицы.
- 19 января: Святые Марий, Марта, Аудифакс и Аввакум, мученики, Простой, с воспоминанием Святого Кнуда, мученика.
- 20 января: Фабиан, папа римский и Себастьян, мученики, Двойной.
- 21 января: Святая Агнесса, римская дева и мученица, Двойной.
- 22 января: Святые Викентий и Анастасий, мученики, Полудвойной.
- 23 января: Святой Раймунд Пеньяфортский, исповедник, Полудвойной, с воспоминанием Святой Эмерентианы, девы и мученицы.
- 24 января: Святой Тимофей, епископ и мученик, Двойной.
- 25 января: Обращение Святого апостола Павла, Великий Двойной, с воспоминанием Святого Петра.
- 26 января: Святой Поликарп, епископ и мученик, Двойной.
- 27 января: Святой Иоанн Златоуст, епископ, исповедник и учитель Церкви, Двойной.
- 28 января: Святой Пётр Ноласко, исповедник, Двойной, с воспоминанием Святой Агнессы, девы и мученицы, второй праздник.
- 29 января: Святой Франциск Сальский, епископ, исповедник и учитель Церкви, Двойной.
- 30 января: Святая Мартина, дева и мученица, Полудвойной.
- 31 января: Святой Иоанн Боско, исповедник, Двойной.

Воскресенье между Обрезанием Господним и Богоявлением [или 2 января, когда такого воскресенья не бывает]: Святейшее имя Иисусова, Двойной II класса.
Воскресенье в октаве Богоявления: Пресвятое семейство Иисуса, Марии и Иосифа, Великий Двойной.

### Февраль
- 1 февраля: Святой Игнатий, епископ и мученик, Двойной.
- 2 февраля: Очищение Пресвятой Богородицы, Двойной II класса.
- 3 февраля: Святой Власий, епископ и мученик, Простой.
- 4 февраля: Святой Андрей Корсини, епископ и исповедник, Двойной.
- 5 февраля: Святая Агата, дева-мученица, Двойной.
- 6 февраля: Святой Тит, епископ и исповедник, Двойной, с воспоминанием Святой Доротеи, девы-мученицы.
- 7 февраля: Святой Ромуальд, аббат, Двойной.
- 8 февраля: Святой Иоанн из Маты, исповедник, Двойной.
- 9 февраля: Святой Кирилл, епископ Александрийский, исповедник и учитель Церкви, Двойной, с воспоминанием Святой Аполлонии, Девы-мученицы.
- 10 февраля: Святая Схоластика, дева, Двойной.
- 11 февраля: Явление Пресвятой Девы Марии в Лурде, Великий Двойной.
- 12 февраля: Семь Святых Основателей Ордена Служителей Пресвятой Девы Марии, исповедники, Двойной.
- 13 февраля: Ферия.
- 14 февраля: Святой Валентин, священник и мученик, Простой.
- 15 февраля: Святые Фаустин и Иовита, мученик, Простой.
- 16 февраля: Ферия.
- 17 февраля: Ферия.
- 18 февраля: Святой Симеон, епископ и мученик, Простой.
- 19 февраля: Ферия.
- 20 февраля: Ферия.
- 21 февраля: Ферия.
- 22 февраля: Кафедра Святого Петра в Антиохии, Великий Двойной, с воспоминанием Святого Павла.
- 23 февраля: Святой Пётр Дамиани, исповедник, Двойной II класса, с воспоминанием вигилии.
- 24 февраля: Святой апостол Матфий, Двойной II класса.
- 25 февраля: Ферия.
- 26 февраля: Ферия.
- 27 февраля: Святой Гавриил Скорбящей Богоматери, Двойной.
- 28 февраля: Ферия.

В високосном году месяц февраль состоит из 29 дней, праздник Святого Матфия празднуется на 25-й день, а праздник Святого Гавриила Скорбящей Богоматери на 28-й день февраля, и дважды произносится Sexto Kalendas, то есть на 24-й и 25-й день, и, таким образом, доминиальная буква, принятая в январе, меняется на предыдущую, что если в январе доминиальной буквой была A, то она заменяется на предыдущую, то есть G, и т. д., а буква F сохраняется дважды, 24 и 25 числа.

### Март
- 1 марта: Ферия.
- 2 марта: Ферия.
- 3 марта: Ферия.
- 4 марта: Святой Казимир, исповедник, Полудвойной, с воспоминанием Святого Луция I, папы римского и мученика.
- 5 марта: Ферия.
- 6 марта: Святые Фелицитата и Перпетуя, мученицы, Двойной.
- 7 марта: Святой Фома Аквинский, исповедник и учитель Церкви, Двойной.
- 8 марта: Святой Иоанн Божий, Двойной.
- 9 марта: Святая Франциска Римская, вдовица, Двойной.
- 10 марта: Сорок Севастийских мучеников, Полудвойной.
- 11 марта: Ферия.
- 12 марта: Святой Григорий I, папа римский, исповедник и учитель Церкви, Двойной.
- 13 марта: Ферия.
- 14 марта: Ферия.
- 15 марта: Ферия.
- 16 марта: Ферия.
- 17 марта: Святой Патрик, епископ и исповедник, Двойной.
- 18 марта: Святой Кирилл, епископ Иерусалимский, исповедник и учитель Церкви, Двойной.
- 19 марта: Святой Иосиф, обручник Пресвятой Девы Марии, исповедник и покровитель Вселенской Церкви, Двойной I класса.
- 20 марта: Ферия.
- 21 марта: Святой Бенедикт, аббат, Великий Двойной.
- 22 марта: Ферия.
- 23 марта: Ферия.
- 24 марта: Святой Архангел Гавриил, Великий Двойной.
- 25 марта: Благовещение Пресвятой Девы Марии, Двойной I класса.
- 26 марта: Ферия.
- 27 марта: Святой Иоанн Дамаскин, исповедник и учитель Церкви, Двойной.
- 28 марта: Святой Иоанн Капистранский, исповедник, Полудвойной.
- 29 марта: Ферия.
- 30 марта: Ферия.
- 31 марта: Ферия.

Пятница после Страстного воскресения: Семь скорбей Пресвятой Богородицы, Великий Двойной, с воспоминанием Ферии.

### Апрель
- 1 апреля: Ферия.
- 2 апреля: Святой Франциск из Паолы, исповедник, двойник.
- 3 апреля: Ферия.
- 4 апреля: Святой Исидор, епископ, исповедник и учитель Церкви, Двойной.
- 5 апреля: Святой Викентий Феррер, исповедник, Двойной.
- 6 апреля: Ферия.
- 7 апреля: Ферия.
- 8 апреля: Ферия.
- 9 апреля: Ферия.
- 10 апреля: Ферия.
- 11 апреля: Святой Лев I, папа римский, исповедник и учитель Церкви, Двойной.
- 12 апреля: Ферия.
- 13 апреля: Святой Герменегильд, мученик, Полудвойной.
- 14 апреля: Святой Иустин, мученик, Двойной, с воспоминанием Святых Тивуртия, Валериана и Максима, мучеников.
- 15 апреля: Ферия.
- 16 апреля: Ферия.
- 17 апреля: Святой Аникет, папа римский и мученик, Простой.
- 18 апреля: Ферия.
- 19 апреля: Ферия.
- 20 апреля: Ферия.
- 21 апреля: Святой Ансельм, епископ, исповедник и учитель Церкви, Двойной.
- 22 апреля: Святые Сотер и Гай, папы римские и мученики, Полудвойной.
- 23 апреля: Святой Георгий, мученик, Полудвойной.
- 24 апреля: Святой Фиделий Зигмарингенский, мученик, Двойной.
- 25 апреля: Святой Марк Евангелист, Двойной II класса.
- 26 апреля: Святые Клет и Марцеллин, папы римские и мученики, Полудвойной.
- 27 апреля: Святой Пётр Канизий, исповедник и учитель Церкви, Двойной.
- 28 апреля: Святой Павел Креста, Двойной, с воспоминанием Святого Виталия, мученика.
- 29 апреля: Святой Пётр Веронский, мученик, Двойной.
- 30 апреля: Святая Екатерина Сиенская, дева, Двойной.

Среда во второй неделе после октавы Пасхи: Торжество Святого Иосифа, обручника Пресвятой Девы Марии, исповедника и покровителя Вселенской Церкви, Двойной I класса, с общей октавой (с 1871 по 1954 год).

### Май
- 1 мая: Святые апостолы Филипп и Иаков, Двойной II класса.
- 2 мая: Святой Афанасий, епископ, исповедник и учитель Церкви, Двойной.
- 3 мая: Воздвижение Креста Господня, Двойной II класса, с воспоминанием Святых Александра I, папы римского, Эвтия и Феодула, мучеников и Ювеналия, епископа и исповедника.
- 4 мая: Святая Моника, вдовица, Двойной.
- 5 мая: Святой Пий V, папа римский и исповедник, Двойной.
- 6 мая: Святой апостол Иоанн перед Латинскими воротами, Великий Двойной.
- 7 мая: Святой Станислав, епископ и мученик, Двойной.
- 8 мая: Явление Святого Михаила, Великий Двойной.
- 9 мая: Святой Григорий Назианзин, епископ, исповедник и учитель Церкви, Двойной.
- 10 мая: Святой Антонин, епископ и исповедник, Двойной, с воспоминанием Святых Гордия и Епимаха, мучеников.
- 11 мая: Ферия.
- 12 мая: Святые Нерей, Ахиллей, Домицилла, дева и Панкратий Римский, мученик, Полудвойной.
- 13 мая: Святой Роберт Беллармин, епископ, исповедник и учитель Церкви, Двойной.
- 14 мая: Святой Бонифаций, мученик, Простой.
- 15 мая: Святой Иоанн-Батист де Ла Салль, исповедник, Двойной.
- 16 мая: Святой Убальд, епископ и исповедник, Полудвойной.
- 17 мая: Святой Пасхалий Байлон, исповедник, Двойной.
- 18 мая: Святой Венанций, мученик, Двойной.
- 19 мая: Святой Пётр Целестин, папа римский и исповедник, Двойной, с воспоминанием Святой Пуденцианы, девы.
- 20 мая: Святой Бернардин Сиенский, исповедник, Полудвойной.
- 21 мая: Ферия.
- 22 мая: Ферия.
- 23 мая: Ферия.
- 24 мая: Ферия.
- 25 мая: Святой Григорий VII, папа римский и исповедник, Двойной, с воспоминанием Святого Урбана I, папы римского и мученика, Двойной.
- 26 мая: Святой Филипп Нери, исповедник, Двойной, с воспоминанием Святого Елевферия, папы римского и мученика.
- 27 мая: Святой Беда Достопочтенный, исповедник и учитель Церкви, с воспоминанием Святого Иоанна I, папы римского и мученика, Двойной.
- 28 мая: Святой Августин Кентерберийский, епископ и исповедник, Двойной.
- 29 мая: Мария Магдалина Пацци, дева, Полудвойной.
- 30 мая: Святой Феликс I, папа римский и мученик, Простой.
- 31 мая: Пресвятая Богородица, Царица Небесная, Двойной II класса, с воспоминанием Святой Петрониллы, девы.

### Июнь
- 1 июня: Святая Анджела Меричи, дева, Двойной.
- 2 июня: Святые Марцеллин, Петр и Эразм, епископ, мученики, Простой.
- 3 июня: Ферия.
- 4 июня: Святой Франциск Караччоло, исповедник, Двойной.
- 5 июня: Святой Бонифаций, епископ и мученик, Двойной.
- 6 июня: Святой Норберт, епископ и исповедник, Двойной.
- 7 июня: Ферия.
- 8 июня: Ферия.
- 9 июня: Святые Прим и Фелициан, мученики, Простой.
- 10 июня: Святая королева Маргарита, вдовица, Полудвойной.
- 11 июня: Святой апостол Варнава, Великий Двойной.
- 12 июня: Святой Иоанн Сан-Факундо, исповедник, Двойной, с воспоминанием Святых Василида, Кирина, Навора и Назария, мучеников.
- 13 июня: Святой Антоний Падуанский, исповедник и учитель Церкви, Двойной.
- 14 июня: Святой Василий Великий, епископ, исповедник и учитель Церкви, Двойной.
- 15 июня: Святые Вит, Модест и Кресценций, мученики, Простой.
- 16 июня: Ферия.
- 17 июня: Ферия.
- 18 июня: Святой Ефрем Сирин, диакон, исповедник и учитель Церкви, Двойной, с воспоминанием Святых Марка и Марцеллиана, мучеников.
- 19 июня: Святая Юлиана Фальконьери, дева, Двойной, с воспоминанием Святых Гервасия и Протасия, мучеников.
- 20 июня: Святой Сильверий, папа римский и мученик, Простой.
- 21 июня: Святой Алоизий Гонзага, исповедник, Двойной.
- 22 июня: Святой Павлин, епископ и исповедник, Двойной.
- 23 июня: Вигилия.
- 24 июня: Рождество Иоанна Крестителя, Двойной I класса, с общей Октавой.
- 25 июня: Святой Вильгельм, аббат, Двойной, с воспоминанием октавы.
- 26 июня: Святые Иоанна и Павла, мученики, Двойной, с воспоминанием октавы.
- 27 июня: IV день октавы Иоанна Крестителя, Полудвойной.
- 28 июня: Святой Ириней, епископ и мученик, Двойной, с воспоминанием октавы и вигилия.
- 29 июня: Святые апостолы Пётр и Павел, Двойной I класса, с общей октавой.
- 30 июня: Память Святого апостола Павла, Великий Двойной, с воспоминанием апостола Петра и октавы Иоанна Крестителя.

### Июль
- 1 июля: Праздник Честнейшей Крови Господа нашего Иисуса Христа, Двойной I класса, с воспоминанием октавного дня Иоанна Крестителя.
- 2 июля: Посещение Блаженной Марии, Двойной II класса, с воспоминанием Святых Процесса и Мартиниана, мучеников.
- 3 июля: Святой Лев II, папа римский и исповедник, Полудвойной, с воспоминанием октавы Святых апостолов.
- 4 июля: VI день октавы Святых апостолов Петра и Павла, Полудвойной.
- 5 июля: Святой Антоний Мария Дзаккария, исповедник, Двойной, с воспоминанием октавы Святых апостолов.
- 6 июля: Октава Святых апостолов Петра и Павла, Великий Двойной.
- 7 июля: Святые Кирилл и Мефодий, епископы и исповедники, Двойной.
- 8 июля: Святая королева Елизавета, вдовица, Полудвойной.
- 9 июля: Ферия.
- 10 июля: Семь братьев-мучеников, Полудвойной и Святые Руфина и Секунда, девы и мученицы.
- 11 июля: Святой Пий I, папа римский и мученик, Простой.
- 12 июля: Святой Иоанн Гуальберт, аббат, Двойной, с воспоминанием Святых Набора и Феликса, мучеников.
- 13 июля: Анаклет, папа римский и мученик, Полудвойной.
- 14 июля: Святой Бонавентура, епископ, исповедник и учитель Церкви, Двойной.
- 15 июля: Святой император Генрих II, исповедник, Полудвойной.
- 16 июля: Воспоминание Пресвятой Девы Марии с горы Кармель, Великий Двойной.
- 17 июля: Святой Алексий, исповедник, Полудвойной.
- 18 июля: Святой Камилл де Леллис, исповедник, Двойной, с воспоминанием Святой Симфорозы и семи её сыновей-мучеников.
- 19 июля: Святой Виентий де Поль, исповедник, Двойной.
- 20 июля: Святой Иероним Эмилиани, исповедник, Двойной, с воспоминанием Святой Маргариты, мученицы.
- 21 июля: Святая Пракседа, дева, Простой.
- 22 июля: Кающаяся Святая Мария Магдалина, Двойной.
- 23 июля: Святой Аполлинарий, мученик, Двойной, с воспоминанием Святого Либория, епископа и исповедника.
- 24 июля: Вигилия, с воспоминанием Святой Кристины, девы и мученицы.
- 25 июля: Святой апостол Иаков, Двойной II класса, с воспоминанием Святого Христофора, мученика.
- 26 июля: Святая Анна, мать Пресвятой Богородицы, Двойной II класса.
- 27 июля: Святой Пантелеион, мученик, Простой.
- 28 июля: Святые Назарий и Цельсий, мученики, Виктор I, папа римский и мученик и Святой Иннокентий I, папа римский и исповедник, Полудвойной.
- 29 июля: Святая Марфа, дева, Полудвойной, с воспоминанием Феликса|Святых Феликс II, папы римского[19] Симплиция, Фаустина и Беатрисы, мучеников.
- 30 июля: Святые Авдон и Сеннен, мученики, Простой.
- 31 июля: Святой Игнатий, исповедник, Великий Двойной.

### Август
- 1 августа: Святой Пётр в веригах, Великий Двойной, с воспоминанием Святого Павла и Святых мучеников Маккавеев.
- 2 августа: Святой Альфонс Мария де Лигуори, епископ, исповедник и учитель Церкви, Двойной, с воспоминанием Святого Стефана I, папы римского и мученика.
- 3 августа: Обретение Святого первомученика Стефана, Полудвойной.
- 4 августа: Святой Доминик, исповедник, Великий Двойной.
- 5 августа: Освящение базилики Пресвятой Девы Марии Снежной, Великий Двойной.
- 6 августа: Преображение Господа нашего Иисуса Христа, Двойной II класса, с воспоминанием Святых Сикста II, папы римского, Фелициссима и Агапита, мучеников.
- 7 августа: Святой Каэтан, исповедник, Двойной, с воспоминанием Святого Доната, епископа и мученика.
- 8 августа: Святые Кириак, Ларг и Смарагд, мученики, Полудвойной.
- 9 августа: Святой Иоанн Вианней, исповедник и священник, Двойной, с воспоминанием вигилии и Святого Романа, мученика.
- 10 августа: Святой Лаврентий, мученик, Двойной II класса, с простой октавой.
- 11 августа: Святые Тибурций и Сусанна, дева, мученики, Простой.
- 12 августа: Святая Клара, дева, Двойной.
- 13 августа: Святые Ипполит и Кассиан, мученики, Простой.
- 14 августа: Вигилия, с воспоминанием Святого Евсевия, исповедника.
- 15 августа: Вознесение Девы Марии, Двойной I класса, с общей октавой.
- 16 августа: Святой Иоаким, отец Пресвятой Девы Марии, исповедник, Двойной II класса.
- 17 августа: Святой Гиацинт, исповедник, Двойной, с воспоминанием октавы Вознесения Девы Марии и октавы дня Святого Лаврентия.
- 18 августа: IV день октавы Вознесения Девы Марии, Полудвойной, с воспоминанием Святого Агапита, мученика.
- 19 августа: Святой Иоанн Эд, исповедник, Двойной, с воспоминанием октавы Вознесения Девы Марии.
- 20 августа: Святой Бернард, аббат, исповедник и учитель Церкви, Двойной, с воспоминанием октавы Вознесения Девы Марии.
- 21 августа: Святая Жанна Франсуаза де Шанталь, вдовица, Двойной, с воспоминанием октавы Вознесения Девы Марии.
- 22 августа: Праздник Непорочного Сердца Марии, Двойной II класса, с воспоминанием Святых Тимофея, Ипполита епископа, и Симфориана, мучеников.
- 23 августа: Святой Филипп Беници, исповедник, Двойной, с воспоминанием вигилии.
- 24 августа: Святой апостол Варфоломей, Двойной II класса.
- 25 августа: Святой король Людовик, исповедник, Полудвойной.
- 26 августа: Святой Зефирин, папа римский и мученик, Простой.
- 27 августа: Святой Иосиф де Каласанс, исповедник, Двойной.
- 28 августа: Святой Августин, епископ, исповедник и учитель Церкви, Двойной, с воспоминанием Святого Эрмета, мученика.
- 29 августа: Усекновение главы Святого Иоанна Крестителя, Великий Двойной, с воспоминанием Святой Сабины, мученицы.
- 30 августа: Святая Роза, дева Лимская, Двойной, с воспоминанием Святых Феликса и Адавкта, мучеников.
- 31 августа: Святой Раймунд Ноннат, исповедник, Двойной.

### Сентябрь
- 1 сентября: Эгидий, аббат, Простой, с воспоминанием Святых двенадцати братьев-мучеников.
- 2 сентября: Святой король Стефан, исповедник, Полудвойной.
- 3 сентября: Святой Пий X, папа римский и исповедник, Двойной.
- 4 сентября: Ферия.
- 5 сентября: Святой Лаврентий Джустиниани, епископ и исповедник, Полудвойной.
- 6 сентября: Ферия.
- 7 сентября: Ферия.
- 8 сентября: Рождество Пресвятой Девы Марии, Двойной II класса, с простой октавой, с воспоминанием Святого Адриана, мученика.
- 9 сентября: Святой Горгоний, мученик, Простой.
- 10 сентября: Святой Николай Толентинский, исповедник, Двойной.
- 11 сентября: Святые Прот и Гиацинт, мученики, Простой.
- 12 сентября: Праздник Пресвятого Имени Марии, Великий Двойной.
- 13 сентября: Ферия.
- 14 сентября: Воздвижение Святого Креста, Великий Двойной.
- 15 сентября: Семь скорбей Пресвятой Девы Марии, Двойной II класса, с воспоминанием Святого Никомеда, мученика.
- 16 сентября: Святой Корнилий, папа римский и Святой Киприан, епископ, мученики, Полудвойной, с воспоминанием Святых Евфимии, девы, Лукии и Геминиана, мучениц.
- 17 сентября: Воспоминание священных стигматов Святого Франциска, исповедника, Двойной.
- 18 сентября: Святой Иосиф Копертинский, исповедник, Двойной.
- 19 сентября: Святой Януарий, епископ и сподвижники, мученики, Двойной.
- 20 сентября: Святой Евстафий и сподвижники, мученики, Двойной, с воспоминанием вигилии.
- 21 сентября: Святой апостол и евангелист Матфей, Двойной II класса.
- 22 сентября: Святой Фома Виллановский, епископ и исповедник, Двойной, с воспоминанием Святых Маврикия и его сподвижников, мучеников.
- 23 сентября: Святой Лин, папа римский и мученик, Полудвойной, с воспоминанием Святой Фёклы, девы и мученицы.
- 24 сентября: Воспоминание Пресвятой Девы Марии, Освободительницы пленных, Великий Двойной.
- 25 сентября: Ферия.
- 26 сентября: Святые Киприан и Иустина, дева, мученики, Простой.
- 27 сентября: Святые Косма и Дамиан, мученики, Полудвойной.
- 28 сентября: Святой князь Вацлав, мученик, Полудвойной.
- 29 сентября: Освящение храма Святого Архангела Михаила, Двойной I класса.
- 30 сентября: Святой Иероним, священник, исповедник и учитель Церкви, Двойной.

### Октябрь
- 1 октября: Святой Ремигий, епископ и исповедник, Простой.
- 2 октября: Святые Ангелы-хранители, Великий Двойной.
- 3 октября: Святая Тереза Младенца Иисуса, дева, Двойной.
- 4 октября: Святой Франциск Ассизский, исповедник, Великий Двойной.
- 5 октября: Святой Плацид и его сподвижники, мученики, Простой.
- 6 октября: Святой Бруно, исповедник, Двойной.
- 7 октября: Пресвятой Девы Марии святого Розария, Двойной II класса, с воспоминанием Святого Марка, папы римского и исповедника и Святых Сергия, Вакха, Марцелла и Апулея, мучеников.
- 8 октября: Святая Бригитта, вдовица, Двойной.
- 9 октября: Святой Иоанн Леонарди, исповедник, Полудвойной, с воспоминанием Святых Дионисия, епископа, Рустика, священника и Елевферия, мучеников.
- 10 октября: Святой Франциск Борджиа, исповедник, Полудвойной.
- 11 октября: Материнство Пресвятой Девы Марии, Двойной II класса.
- 12 октября: Ферия.
- 13 октября: Святой король Эдуард, исповедник, Полудвойной.
- 14 октября: Святой Калликст, папа римский и мученик, Двойной.
- 15 октября: Святая Тереза, дева, Двойной.
- 16 октября: Святая Ядвига, вдовица, Полудвойной.
- 17 октября: Святая Маргарита Мария Алакок, дева, Двойной.
- 18 октября: Святой Лука Евангелист, Двойной II класса.
- 19 октября: Святой Петр Алькантрийский, исповедник, Двойной.
- 20 октября: Святой Иоанн Кантий, исповедник, Двойной.
- 21 октября: Святой Иларион, аббат, Простой, с воспоминанием Святой Урсулы и сподвижниц, дев и мучениц.
- 22 октября: Ферия.
- 23 октября: Ферия.
- 24 октября: Святой архангел Рафаил, Великий Двойной.
- 25 октября: Святые Хрисанф и Дарья, мученики, Простой.
- 26 октября: Святой Эварист, папа римский и мученик, Простой.
- 27 октября: Вигилия.
- 28 октября: Святые апостолы Симон и Фаддей|Иуда, Двойной II класса.
- 29 октября: Ферия.
- 30 октября: Ферия.
- 31 октября: Вигилия.

Последнее воскресенье октября: Праздник Господа нашего Иисуса Христа Царя, Двойной I класса, с воспоминанием воскресенья.

### Ноябрь
- 1 ноября: Праздник Всех Святых, Двойной I класса, с общей октавой.
- 2 или, если 2 ноября — воскресенье, 3 ноября: День памяти всех усопших верных, Двойной.
- 3 ноября: III день октавы Всех Святых, Полудвойной.
- 4 ноября: Святой Карл, епископ и исповедник, Двойной, с воспоминанием октавы Всех Святых и Святых Виталия и Агриколы, мучеников.
- 5 ноября: V день октавы Всех Святых, Полудвойной.
- 6 ноября: VI день октавы Всех Святых, Полудвойной.
- 7 ноября: VII день октавы Всех Святых, Полудвойной.
- 8 ноября: Октава Всех Святых, Великий Двойной, с воспоминанием Святых Четырёх Венценосных Мучеников.
- 9 ноября: Освящение Римской архибазилики Спасителя нашего, Двойной II класса, с воспоминанием Святого Феодора, мученика.
- 10 ноября: Святой Андрей Авеллино, исповедник, Двойной, с воспоминанием Святых Трифона, Респиция и Нимфа, мучеников.
- 11 ноября: Святой Мартин, епископ и исповедник, Двойной, с воспоминанием Святого Мины, мученика.
- 12 ноября: Святой Мартин I, папа римский и мученик, Полудвойной.
- 13 ноября: Святой Дидак, исповедник, Полудвойной.
- 14 ноября: Святой Иосафат, епископ и мученик, Двойной.
- 15 ноября: Святой Альберт Великий, епископ, исповедник и учитель Церкви, Двойной.
- 16 ноября: Святой Гертруда, дева, Двойной.
- 17 ноября: Святой Григорий Чудотворец, епископ и исповедник, Полудвойной.
- 18 ноября: Освящение римских базилик Святых Петра и Павла, Великий Двойной.
- 19 ноября: Святая Елизавета, вдовица, Двойной, с воспоминанием Святого Понтиана, папы римского и мученика.
- 20 ноября: Святой Феликс Валуа, исповедник, Двойной.
- 21 ноября: Введение во храм Пресвятой Девы Марии, Великий Двойной.
- 22 ноября: Святая Цецилия, дева и мученица, Двойной.
- 23 ноября: Святой Климент I, папа римский и мученик, Двойной, с воспоминанием Святой Фелицаты, мученицы.
- 24 ноября: Святой Иоанн Креста, исповедник и учитель Церкви, Двойной, с воспоминанием Святого Хрисогона, мученика.
- 25 ноября: Святая Екатерина, девы и мученица, Двойной.
- 26 ноября: Святой Сильвестр, аббат, Двойной, с воспоминанием Святого Петра Александрийского, епископа и мученика.
- 27 ноября: Ферия.
- 28 ноября: Ферия.
- 29 ноября: Вигилия. День памяти Святого Сатурнина.
- 30 ноября: Святой апостол Андрей, Двойной II класса.

### Декабрь
- 1 декабря: Ферия.
- 2 декабря: Святая Вивиана, дева и мученица, Полудвойной.
- 3 декабря: Святой Франциск Ксаверий, исповедник, Великий Двойной.
- 4 декабря: Святой Пётр Хризолог, епископ, исповедник и учитель Церкви, Двойной, с воспоминанием Святой Варвары, девы и мученицы.
- 5 декабря: Память Святого Саввы, аббата.
- 6 декабря: Святой Николай, епископ и исповедник, Двойной.
- 7 декабря: Святой Амвросий, епископ, исповедник и учитель Церкви, Двойной, с воспоминанием вигилии.
- 8 декабря: Непорочное Зачатие Пресвятой Девы Марии, Двойной I класса, с общей Октавой.
- 9 декабря: II день октавы Непорочного Зачатия, Полудвойной.
- 10 декабря: III день октавы Непорочного Зачатия, Полудвойной, с воспоминанием Святого Мильтиада, папы римского и мученика.
- 11 декабря: Святой Дамасий I, папа римский и исповедник, Полудвойной, с воспоминанием октавы Непорочного Зачатия.
- 12 декабря: V день октавы Непорочного Зачатия, Полудвойной.
- 13 декабря: Святая Луция, дева и мученица, Двойной, с воспоминанием октавы Непорочного Зачатия.
- 14 декабря: VII день октавы Непорочного Зачатия, Полудвойной.
- 15 декабря: Октава Непорочного Зачатия, Великий Двойной.
- 16 декабря: Святой Евсевий, епископ и мученик, Полудвойной.
- 17 декабря: Ферия.
- 18 декабря: Ферия.
- 19 декабря: Ферия.
- 20 декабря: Вигилия.
- 21 декабря: Святой апостол Фома, Двойной II класса.
- 22 декабря: Ферия.
- 23 декабря: Ферия.
- 24 декабря: Вигилия.
- 25 декабря: Рождество Господа нашего Иисуса Христа, Двойной I класса, с привилегированной октавой III класса.
- 26 декабря: Святой первомученик Стефан, Двойной II класса, с простой октавой, с воспоминанием октавы Рождества Христова.
- 27 декабря: Святой апостол и евангелист Иоанн, Двойной II класса, с простой Октавой, с воспоминанием октавы Рождества Христова.
- 28 декабря: Святые Невинные, Двойной II класса, с простой октавой, с воспоминанием октавы Рождества Христова.
- 29 декабря: Святой Фома, епископ и мученик, Двойной, с воспоминанием октавы Рождества Христова.
- 30 декабря: VI день октавы Рождества, Полудвойной.
- 31 декабря: Святой Сильвестр I, папа римский и исповедник, Двойной, с воспоминанием октавы Рождества Христова.

Хотя память Святой Анастасии, мученицы не указана в общем календаре, её совершают на второй мессе в Рождество.

## Переходящие праздники
Переходящие праздники — это праздники, связанные с пасхальным циклом, а Пасха — это дата, относительно которой окончательно определяется их положение. Дата Пасхи определяется по лунному календарю, используемому евреями. Это правило со времён средневековья формулировалось так: «Пасха отмечается в воскресенье после первого полнолуния в день весеннего равноденствия или после него». Однако это не совсем точно отражает действительные церковные правила. Одна из причин этого заключается в том, что рассматриваемое полнолуние (называемое пасхальным полнолунием) — это не астрономическое полнолуние, а церковная луна. Другое отличие состоит в том, что астрономическое весеннее равноденствие — это естественное астрономическое явление, которое может приходиться на 20 или 21 марта, тогда как церковное весеннее равноденствие — фиксированное 21 марта (по григорианскому календарю). Пасха определяется по таблицам, определяющим Пасху на основе описанных выше церковных правил, которые не всегда совпадают с астрономическим полнолунием. Передвижные праздники приведены ниже:
Семидесятница (лат. Septuagesima) (9-е воскресенье перед Пасхой)

Шестидесятница (лат. Sexagesima) (8-е воскресенье перед Пасхой)

Пятидесятница (лат. Quinquagesima) (7-е воскресенье перед Пасхой)

Пепельная среда (среда после воскресенья Quinquagesima)

Судное воскресенье (воскресенье за 2 недели до Пасхи)

Праздник Семи скорбей Пресвятой Девы Марии (пятница после 2-го воскресенья перед Пасхой)

Пальмовое воскресенье (воскресенье перед Пасхой)

Великий четверг (четверг перед Пасхой)

Страстная пятница (пятница перед Пасхой)

Великая суббота (суббота перед Пасхой)

Пасхальное воскресенье, Торжество Торжеств, Воскресение Господа нашего Иисуса Христа

Белое воскресенье (воскресенье после Пасхи)

Торжество Святого Иосифа, супруга Девы Марии, исповедника и покровителя Вселенской Церкви (среда после 2-го воскресенья по Пасхе)

Октава Святого Иосифа, супруга Девы Марии, исповедника и покровителя Вселенской Церкви (среда после 3-го воскресенья по Пасхе)

Малые литании в базилике Санта-Мария-Маджоре (понедельник после 5-го воскресенья после Пасхи)

Малые литании в Латеранской базилике (вторник после 5-го воскресенья после Пасхи)

Вигилия Вознесения Господа нашего Иисуса Христа и малые литании в соборе Святого Петра (среда после 5-го воскресенья по Пасхе)

Вознесение Господне (четверг после 5-го воскресенья после Пасхи)

Октава Вознесения Господня (четверг после 6-го воскресенья после Пасхи)

Вигилия Пятидесятницы (суббота после 6-го воскресенья после Пасхи)

Пятидесятница (7-е воскресенье после Пасхи)

Святая Троица и октава Пятидесятницы (8-е воскресенье после Пасхи)

Праздник Тела и Крови Христовых (четверг после 8-го воскресенья после Пасхи)

Октава Праздника Тела и Крови Христовых (четверг после 9-го воскресенья после Пасхи)

Праздник Святейшего Сердца Иисуса (пятница после 9-го воскресенья после Пасхи)

Октава Праздника Святейшего Сердца Иисуса (пятница после 10-го воскресенья после Пасхи)
В календаре 1954 года дни в пределах этих октав, как и дни в пределах октав фиксированных праздников, также отдавались особым празднованиям.

## Праздники отмечаемые для некоторых мест (pro Aliquibus Locis)
В Римском миссале до 1962 года также был перечислен ряд торжеств в разделе, озаглавленном «Месса для некоторых мест». Эти торжества были:
Праздник Святой хижины Лорето (10 декабря)

Праздник Пресвятой Девы Марии Ожидания (18 декабря)

Праздник Обручения Девы Марии со Святым Иосифом (23 января)

Святой Ильдефонс (23 января)

Бегство в Египет (17 февраля)

Святая Маргарита Кортонская (26 февраля)

Праздник Молитвы Христовой (вторник после Septuagesima)

Воспоминание Страстей Христовых (вторник после Sexagesima)

Праздник Священный терновый венец (пятница после Пепельной среды)

Праздник Священных копия и гвоздей (пятница после первого воскресенья Великого поста)

Праздник Святой Плащаницы (пятница после второй недели Великого поста)

Праздник Пяти Святых ран (пятница после третьего воскресенья Великого поста)

Праздник Пречистой Крови Христовой (пятница после четвертого воскресенья Великого поста)

Святая Екатерина Генуэзская (22 марта)

Святой Бенедикт Иосиф Лабр (16 апреля)

Икона Божией Матери Доброго совета (26 апреля)

Святой Исидор Земледелец (15 мая)

Святой Иоанн Непомук (16 мая)

Святая Рита Кашийская (22 мая)

Святой Джованни Баттиста Де Росси (23 мая)

Праздник Божией Матери Помощницы христиан (24 мая)

Святой Фердинанд III (30 мая)

Святая Жанна д’Арк (30 мая)

Праздник Божией Матери Царицы Всех Святых и Матери Справедливой Любви (31 мая)

Праздник Божией Матери Посредницы всех милостей (31 мая)

Праздник Божией Матери Царицы Апостолов (суббота после Вознесения)

Праздник Непорочного Сердца Марии (суббота после октавы Тела Христова)

Праздник Евхаристического Сердца Иисусова (четверг после октавы Тела Христова)

Праздник Божией Матери — Матери Благодати (9 июня)

Святой Иоанн Франциск Режис (16 июня)

Праздник Божией Матери Своевременной помощи (27 июня)

Праздник Всех Святых римских пап (3 июля)

Святой Лаврентий Бриндизийский (7 июля)

Святая Вероника Джулиани (9 июля)

Праздник Божией Матери Смирения (17 июля)

Праздник Божией Матери Милосердия (суббота после 4-го воскресенья июля)

Святой Эмигдий (9 августа)

Святая Филомена (11 августа)

Праздник Божией Матери прибежище грешников (13 августа)

Святой Иоанн Берхманс (13 августа)

Святой Рох (16 августа)

Императрица Елена (18 августа)

Праздник Божией Матери Утешения (суббота после праздника Святого Августина)

Праздник Божией Матери Помощи больным (суббота после последнего воскресенья августа)

Святая Роза из Витербо (4 сентября)

Святой Пётр Клавер (9 сентября)

Святой Григорий Просветитель (1 октября)

Праздник Чистоты Пресвятой Божьей Матери (16 октября)

Праздник Святого Искупителя (23 октября)

Праздник Священных реликвий (5 ноября)

Святой Станислав Костка (13 ноября)

Праздник Божией Матери Матери Божественного Провидения (суббота после 3-го воскресенья ноября)

Святой Леонард из Порто-Маурицио (26 ноября)

Праздник Медальона Божьей Матери Чудотворной (27 ноября)